# Току, Эммануэль
Эммануэль Току (англ. Emmanuel Toku; род. 10 июля 2000, Кумаси, Гана) — ганский футболист, полузащитник клуба «Ауд-Хеверле Лёвен», выступающий на правах аренды за клуб АЕЛ.

## Карьера
Начал карьеру в ганском клубе «Читэ». В июле 2019 года перешёл в молодёжку португальской «Боавишты».
В августе 2019 года стал игроком датской команды «Фремад Амагер». Дебютировал во Второй лиге Дании в мачте против «Гвидовре» в октябре 2019 года. В Кубке Дании сыграл в ноябре 2019 года в матче с «Хорсенс».
В феврале 2021 года отправился в аренду в болгарский «Ботев» из Пловдива. Дебютировал в Первой лиге в матче с клубом «Арда» 12 февраля 2021 года. После подписания с клубом полноценного контракта сыграл в Кубке Болгарии 21 сентября 2021 года в матче с клубом «Этыр».